# Anders Retzius
Anders Adolf Retzius (ur. 13 października 1796 w Lund, zm. 18 kwietnia 1860 w Sztokholmie) – szwedzki anatom i antropolog. Stworzył podstawy antropometrii. Przy pomiarach czaszki wprowadził antropologiczne wskaźniki ilorazowe. Był profesorem Instytutu Karolinska w Sztokholmie oraz Królewskiej Akademii Sztuk Pięknych.
Jego synem był lekarz i anatom Gustaf Retzius (1842–1919), zaś ojcem Andersa Retziusa był chemik, botanik i entomolog Anders Jahan Retzius (1742–1821).
W 1856 roku opisał niestale występujące zakręty na powierzchni ogona hipokampa, nazwane zakrętami Retziusa (gyri Andrae Retzii) przez jego syna, Gustafa Retziusa. Opisał również przestrzeń załonową (przestrzeń Retziusa).